# Exclaim!
Exclaim!, ou !*@#, est un journal canadien de langue anglaise spécialisé dans la musique, particulièrement la musique indépendante.
Créé en 1992,,, il est publié mensuellement, à raison de 11 mois par année. Son tirage est de 100 000 copies.
Le journal, gratuit, est disponible dans plus de 2 600 points de distribution à travers le Canada.